# 신이 말하는 대로
《신이 말하는 대로》(일본어: 神さまの言うとおり 가미사마노이우토리[*])는 카네시로 마네유키 원작·후지무라 아케지 작화의 일본 만화 시리즈이다.

## 개요
〈별책 소년 매거진〉 (코단샤) 2011년 3월호부터 2012년 11월호까지 제1부가 되는 《신이 말하는 대로》가 연재되었다. 〈주간 소년 매거진〉 (코단샤) 2013년 7호부터 2017년 4・5합병호까지 제2부가 되는 《신이 말하는 대로 2》가 연재되었다.

## 등장 캐릭터

### 게임 참가자 (제1부)

#### 주요 등장 캐릭터
타카하타 슌
도립 미소라 고교 2학년 B반 소속.
아키모토 이치카
도립 미소라 고교 2학년 C반 소속.
아마야 타케루
도립 미소라 고교 2학년 E반 소속.
오쿠 에이지
도립 다이텐도우 학원 3학년 소속.